# Brandãozinho
Antenor Lucas, mais conhecido como Brandãozinho (Campinas, 9 de junho de 1925 — São Paulo, 4 de abril de 2000), foi um futebolista brasileiro, que atuou como volante.
Destacou-se na Portuguesa entre 1950 e 1955. Fez dezoito partidas (duas não oficiais) pela Seleção Brasileira, entre 1952 e 1954, inclusive atuou como titular na Copa do Mundo de 1954.

## Carreira
Brandãozinho começou a carreira nos anos 40, na Portuguesa Santista. Defendeu a Briosa até 1948, ano em que se transferiu para Portuguesa de Desportos.

### Portuguesa
Sua estreia com a camisa da Lusa, aconteceu dia 1 de setembro de 1949, quando enfrentou o Palmeiras num jogo amistoso realizado no Pacaembu e o alviverde venceu de virada por 3 a 1. A estreia de Brandãozinho no Campeonato Paulista aconteceu com outra derrota e pelo mesmo placar, 3 a 1, dessa vez para o Corinthians, em 11 de setembro de 1949. A primeira vitória de Brandãozinho com a camisa da Lusa aconteceu em 26 de setembro de 1949, pelo Campeonato Paulista, contra a Portuguesa Santista, onde a equipe da capital venceu por 4 a 1, com um gol de cabeça de Brandãozinho.
Em 1952, a Portuguesa montou um grande time, tanto é, que da Seleção Paulista daquele ano seis jogadores pertenciam ao clube: Julinho Botelho, Pinga, Djalma Santos, Muca, Noronha e Brandãozinho. Conquistou o Torneio Rio-São Paulo com uma belíssima campanha, vencendo Palmeiras, Flamengo, Corinthians, Botafogo e goleando Bangu e Santos pelo mesmo placar, 5–1. Portuguesa e Vasco terminaram empatados em número de pontos, sendo assim, precisaram fazer duas partidas para decidir quem seria o legítimo campeão. A primeira partida foi realizado no Estádio Municipal do Pacaembu e a Portuguesa venceu por 4–2, gols de Nininho (2), Julinho e Pinga para a Lusa, enquanto que Ademir de Meneses e Manéca marcaram para o Vasco. Este jogo foi realizado dia 15 de junho de 1952. A segunda partida foi realizado no Maracanã e o jogo terminou empatado em 2–2, gols de Ademir de Menezes e Manéca para o Vasco, enquanto que Pinga marcou os dois gols da Portuguesa. Esse jogo aconteceu dia 19 de junho de 1952. 
Em 1955, a Portuguesa estava novamente com um grande elenco e mais uma vez conquistou o Torneio Rio-São Paulo. A Lusa não começou bem a competição, perdeu para o Botafogo por 3–1. Cinco dias depois empatou com o Corinthians em 5–5. Como este placar não é nada comum, o que chamou a atenção na época, foi que o Corinthians três dias depois empatou novamente em 5–5, desta vez contra o Vasco da Gama, o que nos faz chegar a conclusão de que o ataque corintiano era muito bom, mas sua defesa era um desastre. Depois a Lusa reagiu e começou a vencer. Primeiro foi o América, depois o São Paulo, depois o Palmeiras, depois goleou o Santos por 5–1 e finalmente derrotou o Fluminense. Ao término desta fase do Torneio, Portuguesa e Palmeiras terminaram empatados, sendo assim houve necessidade de uma partida extra, que aconteceu no dia 29 de maio de 1955, quando a Portuguesa venceu por 4–2 e sagrou-se “Campeã do Torneio Rio São Paulo daquele ano. Neste jogo a Portuguesa jogou com; Cabeção, Djalma Santos, Floriano, Nena e Zinho; Brandãozinho e Airton; Julinho Botelho, Ipojucan, Edmur e Ortega. 

### Seleção Paulista
Brandãozinho teve a honra de vestir a camisa da Seleção Paulista por inúmeras vezes e naquela época não era qualquer um que tinha este privilégio, precisava jogar muita bola. A inauguração oficial do Maracanã aconteceu dia 16 de junho de 1950, alguns dias antes da abertura da Copa realizada no Brasil. O jogo foi entre Seleção Paulista e Seleção Carioca, e o placar foi de 3–1 para os paulistas. O primeiro gol do estádio foi marcado por Didi, que na época jogava no Fluminense. Neste dia os paulistas jogaram com; Oswaldo Pizoni, Djalma Santos, Homero, Dema e Alfredo Ramos; Brandãozinho e Rubens; Renato, Ponce de Leon, Augusto e Brandãozinho II. O técnico foi Aymoré Moreira. 

### Seleção Brasileira
Com a camisa da Seleção Brasileira, Brandãozinho disputou 18 jogos, entre 6 de abril de 1952 e 27 de junho de 1954. Foram 13 vitórias, 2 empates e 3 derrotas. Nesse período sagrou-se campeão Pan-Americano no Chile em 1952 e vice-campeão Sul-Americano em 1953, além de disputar todos os jogos das eliminatórias para a Copa de 54, na Suíça. 
Na Copa de 1954, na Suíça, Brandãozinho foi titular nas três partidas.

### Fim de carreira
Em 1954, fraturou a perna e, após uma cirurgia mal sucedida, foi obrigado a encerrar a carreira.
Recebeu passe livre da Portuguesa em 3 de junho de 1957 e passou a trabalhar com as categorias inferiores de Lusa, juntamente com Nena e Hermínio.
Brandãozinho estudou Direito e trabalhou como investigador de Polícia.
Antenor Lucas morreu no dia 4 de abril de 2000.

## Títulos
Portuguesa
- Torneio Rio-São Paulo: (1952 e 1955)

Seleção Brasileira
- Campeonato Pan-americano de Futebol: 1952